# Напрягло Роман Дмитрович
Рома́н Дми́трович Напря́гло (14 лютого 1997, м. Слов'янськ, Донецька область, Україна — 26 лютого 2017, смт Талаківка, Донецька область, Україна) — український військовослужбовець морської піхоти, матрос Військово-морських сил Збройних сил України. Позивний «Ріо».

## Життєпис
Народився 1997 року в місті Слов'янську на Донеччині. 2012 року закінчив 9 класів Слов'янської загальноосвітньої школи І-ІІ ступенів № 7, 2016 — Слов'янський коледж Національного авіаційного університету за спеціальністю «Конструювання, виготовлення та технічне обслуговування виробів електронної техніки». Брав активну участь у житті громади рідного міста, — у толоках, акціях, автопробігах.
У 2014, під час окупації Слов'янська російсько-терористичними збройними угрупуваннями, займав чітку проукраїнську позицію, чинив мирний спротив, малював синьо-жовті прапори на стінах. Після звільнення міста приєднався до націоналістичного руху, у 2015 став членом громадської організації «Слов'янська Січ», а згодом вступив до лав ВГО «Сокіл» і почав розбудову слов'янського осередку, був одним з організаторів патріотичних акцій у місті.
Підтримував українське військо як волонтер, добровольцем їздив на фронт у складі «Карпатської Січі», боєць Легіону Свободи, брав участь у бойових діях в районі Донецького аеропорту, — на позиції «Мурашник».
|                                                    | У середині літа 2015 року, на висоті Мурашник, що знаходиться біля ДАП, Роман, ще один волонтер та двоє бійців потрапили у лихо. Наші тільки зайняли ту висоту, і в перші години там точився запеклий бій, ворог намагався узяти наших в оточення, протягом 7—9 годин гатив з танків, градів та мінометів. Коли прийшов ранок, командир наказав волонтерам зібрати речі, узяти рації та відходити, а наші прикриють та відійдуть за ними. І до нього підійшов Роман. Підійшов та, поклавши руку на його плече, сказав, що він все бачить і розуміє, що їх командир хоче врятувати, а сам відходити не буде, тому він, Роман, залишається із нашими до самого кінця. Сказав — як відрізав, сів на землю та почав заряджати магазини. Приготував каву хлопцям, які не спали усю ніч. Потім у гру вступила наша арта і почала лупити по ворогу, врятувавши усіх українських воїнів. |
| — з допису волонтера Яна Осоки про Романа Напрягла | |

Одразу ж після закінчення коледжу влітку 2016 вступив на військову службу за контрактом та 27 липня вирушив до свого підрозділу.
Радіотелеграфіст взводу зв'язку 36-ї окремої бригади морської піхоти ВМС ЗС України (в/ч А2802); гранатометник 1-го відділення 1-го взводу 3-ї десантно-штурмової роти 503-го окремого батальйону морської піхоти (м. Маріуполь). З осені виконував завдання на території проведення антитерористичної операції, Оперативно-тактичне угруповання «Маріуполь».
Загинув 26 лютого 2017 внаслідок снайперського обстрілу, під час несення бойового чергування на посту в районі між смт Талаківка та окупованим селом Пікузи (колишнє Комінтернове), за 800 метрів від позицій терористів, — кинувся на допомогу пораненому у живіт товаришу, але дістав смертельного поранення у шию від кулі снайпера, помер у «швидкій» дорогою до лікарні.
28 лютого 2017 року, з 20-річним захисником прощались на Соборній площі у Слов'янську, похований на центральній алеї кладовища «Північне». Залишились батьки, — Олена та Дмитро, і молодша сестра.

## Нагороди
- Орден «За мужність» III ступеня, — «за особисту мужність, виявлену у захисті державного суверенітету та територіальної цілісності України, самовіддане виконання військового обов'язку» (10.04.2017, посмертно)[4].
- Відзнака УПЦ КП — Медаль «За жертовність і любов до України» (посмертно).
- Відзнака Президента України «За участь в антитерористичній операції».
- Почесний громадянин Слов'янська (посмертно).[5]

## Вшанування пам'яті
6 грудня 2017 року, у холі Слов'янської ЗОШ І—ІІ ст. № 7 відкрито пам'ятну дошку на честь випускника школи Романа Напрягла.
13 жовтня 2021 року, Слов'янській ЗОШ І—ІІ ст. № 7 було присвоєно ім'я Романа Напрягла.
У 2024 році ім'ям Романа Напрягла в м. Слов'янску названа  
вулиця. 